# Dociostaurus tarbinskyi
Dociostaurus tarbinskyi är en insektsart som först beskrevs av Bei-bienko 1933.  Dociostaurus tarbinskyi ingår i släktet Dociostaurus och familjen gräshoppor. Inga underarter finns listade i Catalogue of Life.